# Anina Bennett
Pour les articles homonymes, voir Bennett.
Anina Bennett,  née en 1964 ou 1965 à Chicago, est une auteure et responsable éditoriale de comics.

## Biographie
Anina Bennett naît à  Chicago en 1964 ou 1965. Elle est responsable éditoriale d'abord chez First Comics puis chez Dark Horse Comics dans les années 1990. Elle s'occupe de séries comme Nexus de Mike Baron et Steve Rude ou Grimjack de John Ostrander À partir de 1989, avec Paul Guinan, elle crée la série Heartbreakers qui paraît d'abord dans Dark Horse Presents. Elle se marie avec Paul Guinan en 1991 et déménage avec lui à Portland dans l'Oregon. Dans les années 2000 elle crée deux romans graphiques : Boilerplate: History’s Mechanical Marvel et Frank Reade: Adventures in the Age of Invention.

## Œuvres
- Heartbreakers (1989)
- Boilerplate: History’s Mechanical Marvel (2009)
- Frank Reade: Adventures in the Age of Invention (2012)

## Récompenses
- Prix Inkpot en 2011[4].